# 川橋猛
川橋 猛（かわはし たけし、1921年（大正10年）2月21日 - 2013年（平成25年）2月21日）は日本の実業家、元NEC副社長、元東洋通信機（現・宮崎エプソン）社長、元日本ロケット協会会長。長崎県出身。

## 略歴
- 1921年（大正10年） - 圭三郎の四男として生まれる。
- 1943年（昭和18年） - 東京大学第一工学部電気工学科を卒業、日本電気(NEC)へ入社。
- 1967年（昭和42年） - 日本電気無線通信事業部長に就任。
- 1968年（昭和43年） - 日本電気マイクロ波衛星通信事業部長に就任。
- 1971年（昭和46年） - 日本電気ミリ波画像通信開発本部長に就任。
- 1973年（昭和48年） - 日本電気代表取締役に就任。
- 1976年（昭和51年） - 日本電気代表取締役常務に就任。
- 1978年（昭和53年） - 日本電気代表取締役専務に就任。
- 1980年（昭和55年） - 日本ロケット協会会長に就任。
- 1981年（昭和56年） - 日本電気代表取締役副社長に就任。
- 1983年（昭和58年） - 東洋通信機代表取締役社長に就任。
- 1989年（平成元年） - 東洋通信機代表取締役会長に就任。
- 1992年（平成4年） - 東洋通信機代表取締役相談役に就任。
- 2013年（平成25年）2月21日 - 急性心不全のため、自宅で死去、92歳[1]。
- その他、東通電子サービス社長、運輸技術審議会委員などを務めた。

## 受章・受賞
- 1959年（昭和34年） - 電気通信学会論文賞受賞。
- 1964年（昭和39年） - 特許庁長官奨励賞受賞。
- 1965年（昭和40年） - 朝日新聞発明賞受賞。
- 1965年（昭和40年） - 科学技術庁長官賞受賞。
- 1971年（昭和46年） - 紫綬褒章受章。
- 1977年（昭和52年） - IEEE論文賞受賞。
- 1979年（昭和54年） - 毎日工業技術賞受賞。
- 1979年（昭和54年） - 電子通信学会業績賞受賞。
- 1979年（昭和54年） - 郵政大臣賞受賞。
- 1984年（昭和59年） - 藍綬褒章受章。
- 1984年（昭和59年） - 電子通信学会功績賞受賞。

## 参考
- 交詢社 第69版 『日本紳士録』 1986年